# Chủ thể liên bang của Nga
Nga là một nhà nước liên bang bao gồm 89 chủ thể liên bang. Các chủ thể này có quyền bình đẳng liên bang với ý nghĩa bình đẳng về đại diện (hai đại biểu của mỗi chủ thể) trong Hội đồng Liên bang (Thượng viện của Nga). Tuy nhiên, các chủ thể này khác nhau nhiều về mức độ tự trị. Các khu tự trị vừa là một chủ thể liên bang với các quyền của mình, đồng thời vừa được coi là đơn vị hành chính của chủ thể liên bang khác (khu tự trị Chukotka là ngoại lệ duy nhất).
Trong số các chủ thể liên bang có bốn vùng lãnh thổ của Ukraine đã được sáp nhập vào Nga, thông qua trưng cầu dân ý, mặc dù chúng vẫn được quốc tế công nhận là một phần của Ukraine và chỉ bị Nga chiếm đóng một phần. Bán đảo Krym và thành phố Sevastopol bị sáp nhập năm 2014 cũng không được quốc tế công nhận là lãnh thổ của Nga.

## Phân loại chủ thể liên bang Nga
Mỗi chủ thể của liên bang được phân loại như sau:
|  | 24 Nước Cộng hòa (республики(respubliki), số ít республика(respublika)) — tự trị trên danh nghĩa, có hiến pháp riêng, có tổng thống và nghị viện; do chính phủ liên bang đại diện trong quan hệ quốc tế; và được hiểu là nơi sinh sống của một nhóm dân tộc thiểu số.                          |
|  | 48 Tỉnh (области, số ít область; oblasti, số ít oblast) — là chủ thể phổ biến nhất, là đơn vị hành chính có thống đốc do liên bang bổ nhiệm và cơ quan lập pháp dân cử địa phương. Chủ thể này thường được đặt theo tên thủ phủ — thành phố lớn nhất của tỉnh và cũng là trung tâm hành chính. |
|  | 9 Vùng (края, số ít край; kraya, số ít krai hoặc kray, cách viết sau ít thông dụng) — thực chất cùng loại chủ thể với tỉnh. Tên gọi "vùng" mang tính lịch sử do các chủ thể này đã từng được coi là vùng biên cương.                                                                           |
|  | 1 Tỉnh tự trị (автономная область; avtonomnaya oblast) (Duy nhất là Tỉnh tự trị Do Thái) |
|  | 4 Khu tự trị (автономные округа, số ít автономный округ; avtonomnyye okruga, số ít avtonomny okrug) — có nhiều quyền tự trị hơn một tỉnh nhưng ít hơn một nước cộng hòa; thường là khu vực có đa số người dân tộc thiểu số.                                                                    |
|  | 3 Thành phố liên bang (các thành phố nằm dưới quyền quản lý trực tiếp của Liên bang) (федеральные города, số ít: федеральный город; federalnyye goroda, số ít federalny gorod)—các thành phố lớn và chính, hoạt động như là các đơn vị hành chính độc lập.                                     |

## Danh sách các chủ thể liên bang
|    | \| Mã \| Mã ISO \| Kiểu \| Tên gọi \| Thủ phủ hay trung tâm hành chính \| Cờ \| Phù hiệu \| Vùng liên bang \| Khu vực kinh tế \| Diện tích (km²)[4] \| Dân số[5] \| \| -- \| ------ \| ------------------- \| ------------------- \| ------------------------------------------ \| -- \| -------- \| ------------------- \| ----------------- \| ------------------ \| ---------- \| \| 01 \| AD \| Nước cộng hòa \| Adygea \| Maykop \| \| \| Phía Nam \| Bắc Kavkaz \| 7.600 \| 447.109 \| \| 02 \| BA \| Nước cộng hòa \| Bashkortostan \| Ufa \| \| \| Privolzhsky (Volga) \| Ural \| 143.600 \| 4.104.336 \| \| 03 \| BU \| Nước cộng hòa \| Buryatia \| Ulan-Ude \| \| \| Siberi \| Đông Siberi \| 351.300 \| 981.238 \| \| 04 \| AL \| Nước cộng hòa \| Altai \| Gorno-Altaysk \| \| \| Siberi \| Tây Siberi \| 92.600 \| 202.947 \| \| 05 \| DA \| Nước cộng hòa \| Dagestan \| Makhachkala \| \| \| Phía Nam \| Bắc Kavkaz \| 50.300 \| 2.576.531 \| \| 06 \| IN \| Nước cộng hòa \| Ingushetia \| Magas \| \| \| Phía Nam \| Bắc Kavkaz \| 4.000 \| 467.294 \| \| 07 \| KB \| Nước cộng hòa \| Kabardino-Balkaria \| Nalchik \| \| \| Phía Nam \| Bắc Kavkaz \| 12.500 \| 901.494 \| \| 08 \| KL \| Nước cộng hòa \| Kalmykia \| Elista \| \| \| Phía Nam \| Volga \| 76.100 \| 292.410 \| \| 09 \| KC \| Nước cộng hòa \| Karachay-Cherkessia \| Cherkessk \| \| \| Phía Nam \| Bắc Kavkaz \| 14.100 \| 439.470 \| \| 10 \| KR \| Nước cộng hòa \| Karelia \| Petrozavodsk \| \| \| Tây bắc \| Phía Bắc \| 172.400 \| 716.281 \| \| 11 \| KO \| Nước cộng hòa \| Komi \| Syktyvkar \| \| \| Tây bắc \| Phía Bắc \| 415.900 \| 1.018.674 \| \| 12 \| ME \| Nước cộng hòa \| Mari El \| Yoshkar-Ola \| \| \| Privolzhsky \| Volga-Vyatka \| 23.200 \| 727.979 \| \| 13 \| MO \| Nước cộng hòa \| Mordovia \| Saransk \| \| \| Privolzhsky \| Volga-Vyatka \| 26.200 \| 888.766 \| \| 14 \| SA \| Nước cộng hòa \| Sakha (Yakutia) \| Yakutsk \| \| \| Viễn Đông \| Viễn Đông \| 3.103.200 \| 949.280 \| \| 15 \| SE \| Nước cộng hòa \| Bắc Ossetia-Alania \| Vladikavkaz \| \| \| Phía Nam \| Bắc Kavkaz \| 8.000 \| 710.275 \| \| 16 \| TA \| Nước cộng hòa \| Tatarstan \| Kazan \| \| \| Privolzhsky \| Volga \| 68.000 \| 3.779.265 \| \| 17 \| TY \| Nước cộng hòa \| Tuva \| Kyzyl \| \| \| Siberi \| Đông Siberi \| 170.500 \| 305.510 \| \| 18 \| UD \| Nước cộng hòa \| Udmurtia \| Izhevsk \| \| \| Privolzhsky \| Ural \| 42.100 \| 1.570.316 \| \| 19 \| KK \| Nước cộng hòa \| Khakassia \| Abakan \| \| \| Siberi \| Đông Siberi \| 61.900 \| 546.072 \| \| 20 \| CE \| Nước cộng hòa \| Chechnya \| Grozny \| \| \| Phía Nam \| Bắc Kavkaz \| 15.300 \| 1.103.686 \| \| 21 \| CU \| Nước cộng hòa \| Chuvashia \| Cheboksary \| \| \| Privolzhsky \| Volga-Vyatka \| 18.300 \| 1.313.754 \| \| 22 \| ALT \| Vùng \| Altai \| Barnaul \| \| \| Siberi \| Tây Siberi \| 169.100 \| 2.607.426 \| \| 23 \| ZAB \| Vùng \| Zabaykalsky \| Chita \| \| \| Siberi \| Đông Siberi \| 431.500 \| 1.155.346 \| \| 24 \| KAM \| Vùng \| Kamchatka \| Petropavlovsk-Kamchatsky \| \| \| Viễn Đông \| Viễn Đông \| 472.300 \| 358.801 \| \| 25 \| KDA \| Vùng \| Krasnodar \| Krasnodar \| \| \| Phía Nam \| Bắc Kavkaz \| 76.000 \| 5.125.221 \| \| 26 \| KYA \| Vùng \| Krasnoyarsk \| Krasnoyarsk \| \| \| Siberi \| Đông Siberi \| 2.339.700 \| 2.966.042 \| \| 27 \| PER \| Vùng \| Perm \| Perm \| \| \| Privolzhsky \| Ural \| 160.600 \| 2.819.421 \| \| 28 \| PRI \| Vùng \| Primorsky \| Vladivostok \| \| \| Viễn Đông \| Viễn Đông \| 165.900 \| 2.071.210 \| \| 29 \| STA \| Vùng \| Stavropol \| Stavropol \| \| \| Phía Nam \| Bắc Kavkaz \| 66.500 \| 2.735.139 \| \| 30 \| KHA \| Vùng \| Khabarovsk \| Khabarovsk \| \| \| Viễn Đông \| Viễn Đông \| 788.600 \| 1.436.570 \| \| 31 \| AMU \| Tỉnh \| Amur \| Blagoveshchensk \| \| \| Viễn Đông \| Viễn Đông \| 363.700 \| 902.844 \| \| 32 \| ARK \| Tỉnh \| Arkhangelsk \| Arkhangelsk \| \| \| Tây bắc \| Tây bắc \| 587.400 \| 1.336.539 \| \| 33 \| AST \| Tỉnh \| Astrakhan \| Astrakhan \| \| \| Phía Nam \| Volga \| 44.100 \| 1.005.276 \| \| 34 \| BEL \| Tỉnh \| Belgorod \| Belgorod \| \| \| Trung tâm \| Đất đen-Trung tâm \| 27.100 \| 1.511.620 \| \| 35 \| BRY \| Tỉnh \| Bryansk \| Bryansk \| \| \| Trung tâm \| Trung tâm \| 34.900 \| 1.378.941 \| \| 36 \| VLA \| Tỉnh \| Vladimir \| Vladimir \| \| \| Trung tâm \| Trung tâm \| 29.000 \| 1.523.990 \| \| 37 \| VGG \| Tỉnh \| Volgograd \| Volgograd \| \| \| Phía Nam \| Volga \| 113.900 \| 2.699.223 \| \| 38 \| VLG \| Tỉnh \| Vologda \| Vologda \| \| \| Tây bắc \| Phía bắc \| 145.700 \| 1.269.568 \| \| 39 \| VOR \| Tỉnh \| Voronezh \| Voronezh \| \| \| Trung tâm \| Đất đen-Trung tâm \| 52.400 \| 2.378.803 \| \| 40 \| IVA \| Tỉnh \| Ivanovo \| Ivanovo \| \| \| Trung tâm \| Trung tâm \| 21.800 \| 1.148.329 \| \| 41 \| IRK \| Tỉnh \| Irkutsk \| Irkutsk \| \| \| Siberi \| Đông Siberi \| 767.900 \| 2.581.705 \| \| 42 \| KGD \| Tỉnh \| Kaliningrad \| Kaliningrad \| \| \| Tây bắc \| Kaliningrad \| 15.100 \| 955.281 \| \| 43 \| KLU \| Tỉnh \| Kaluga \| Kaluga \| \| \| Trung tâm \| Trung tâm \| 29.900 \| 1.041.641 \| \| 44 \| KEM \| Tỉnh \| Kemerovo \| Kemerovo \| \| \| Siberi \| Tây Siberi \| 95.500 \| 2.899.142 \| \| 45 \| KIR \| Tỉnh \| Kirov \| Kirov \| \| \| Privolzhsky \| Volga-Vyatka \| 120.800 \| 1.503.529 \| \| 46 \| KOS \| Tỉnh \| Kostroma \| Kostroma \| \| \| Trung tâm \| Trung tâm \| 60.100 \| 736.641 \| \| 47 \| KGN \| Tỉnh \| Kurgan \| Kurgan \| \| \| Ural \| Ural \| 71.000 \| 1.019.532 \| \| 48 \| KRS \| Tỉnh \| Kursk \| Kursk \| \| \| Trung tâm \| Đất đen-Trung tâm \| 29.800 \| 1.235.091 \| \| 49 \| LEN \| Tỉnh \| Leningrad \| — \| \| \| Tây bắc \| Tây bắc \| 84.500 \| 1.669.205 \| \| 50 \| LIP \| Tỉnh \| Lipetsk \| Lipetsk \| \| \| Trung tâm \| Đất đen-Trung tâm \| 24.100 \| 1.213.499 \| \| 51 \| MAG \| Tỉnh \| Magadan \| Magadan \| \| \| Viễn Đông \| Viễn Đông \| 461.400 \| 182.726 \| \| 52 \| MOS \| Tỉnh \| Moskva \| — \| \| \| Trung tâm \| Trung tâm \| 45.900 \| 6.618.538 \| \| 53 \| MUR \| Tỉnh \| Murmansk \| Murmansk \| \| \| Tây bắc \| Phía Bắc \| 144.900 \| 892.534 \| \| 54 \| NIZ \| Tỉnh \| Nizhny Novgorod \| Nizhny Novgorod \| \| \| Privolzhsky \| Volga-Vyatka \| 76.900 \| 3.524.028 \| \| 55 \| NGR \| Tỉnh \| Novgorod \| Veliky Novgorod \| \| \| Tây bắc \| Tây bắc \| 55.300 \| 694.355 \| \| 56 \| NVS \| Tỉnh \| Novosibirsk \| Novosibirsk \| \| \| Siberi \| Tây Siberi \| 178.200 \| 2.692.251 \| \| 57 \| OMS \| Tỉnh \| Omsk \| Omsk \| \| \| Siberi \| Tây Siberi \| 139.700 \| 2.079.220 \| \| 58 \| ORE \| Tỉnh \| Orenburg \| Orenburg \| \| \| Privolzhsky \| Ural \| 124.000 \| 2.179.551 \| \| 59 \| ORL \| Tỉnh \| Oryol \| Oryol \| \| \| Trung tâm \| Trung tâm \| 24.700 \| 860.262 \| \| 60 \| PNZ \| Tỉnh \| Penza \| Penza \| \| \| Privolzhsky \| Volga \| 43.200 \| 1.452.941 \| \| 61 \| PSK \| Tỉnh \| Pskov \| Pskov \| \| \| Tây bắc \| Tây bắc \| 55.300 \| 760.810 \| \| 62 \| ROS \| Tỉnh \| Rostov \| Rostov-na-Donu \| \| \| Phía Nam \| Bắc Kavkaz \| 100.800 \| 4.404.013 \| \| 63 \| RYA \| Tỉnh \| Ryazan \| Ryazan \| \| \| Trung tâm \| Trung tâm \| 39.600 \| 1.227.910 \| \| 64 \| SAM \| Tỉnh \| Samara \| Samara \| \| \| Privolzhsky \| Volga \| 53.600 \| 3.239.737 \| \| 65 \| SAR \| Tỉnh \| Saratov \| Saratov \| \| \| Privolzhsky \| Volga \| 100.200 \| 2.668.310 \| \| 66 \| SAK \| Tỉnh \| Sakhalin \| Yuzhno-Sakhalinsk \| \| \| Viễn Đông \| Viễn Đông \| 87.100 \| 546.695 \| \| 67 \| SVE \| Tỉnh \| Sverdlovsk \| Ekaterinburg \| \| \| Ural \| Ural \| 194.800 \| 4.486.214 \| \| 68 \| SMO \| Tỉnh \| Smolensk \| Smolensk \| \| \| Trung tâm \| Trung tâm \| 49.800 \| 1.049.574 \| \| 69 \| TAM \| Tỉnh \| Tambov \| Tambov \| \| \| Trung tâm \| Đất đen-Trung tâm \| 34.300 \| 1.178.443 \| \| 70 \| TVE \| Tỉnh \| Tver \| Tver \| \| \| Trung tâm \| Trung tâm \| 84.100 \| 1.471.459 \| \| 71 \| TOM \| Tỉnh \| Tomsk \| Tomsk \| \| \| Siberi \| Tây Siberi \| 316.900 \| 1.046.039 \| \| 72 \| TUL \| Tỉnh \| Tula \| Tula \| \| \| Trung tâm \| Trung tâm \| 25.700 \| 1.675.758 \| \| 73 \| TYU \| Tỉnh \| Tyumen \| Tyumen \| \| \| Ural \| Tây Siberi \| 1.435.200 \| 3.264.841 \| \| 74 \| ULY \| Tỉnh \| Ulyanovsk \| Ulyanovsk \| \| \| Privolzhsky \| Volga \| 37.300 \| 1.382.811 \| \| 75 \| CHE \| Tỉnh \| Chelyabinsk \| Chelyabinsk \| \| \| Ural \| Ural \| 87.900 \| 3.603.339 \| \| 76 \| YAR \| Tỉnh \| Yaroslavl \| Yaroslavl \| \| \| Trung tâm \| Trung tâm \| 36.400 \| 1.367.398 \| \| 77 \| MOW \| Thành phố liên bang \| Moskva \| — \| \| \| Trung tâm \| Trung tâm \| 1.100 \| 10.382.754 \| \| 78 \| SPE \| Thành phố liên bang \| Sankt Peterburg \| — \| \| \| Tây bắc \| Tây bắc \| 600 \| 4.662.547 \| \| 79 \| YEV \| Tỉnh tự trị \| Do Thái \| Birobidzhan \| \| \| Viễn Đông \| Viễn Đông \| 36.000 \| 190.915 \| \| 80 \| NEN \| Khu tự trị \| Nenetsia \| Naryan-Mar \| \| \| Tây bắc \| Phía Bắc \| 176.700 \| 41.546 \| \| 81 \| KHM \| Khu tự trị \| Khantia-Mansia \| Khanty-Mansiysk \| \| \| Ural \| Tây Siberi \| 523.100 \| 1.432.817 \| \| 82 \| CHU \| Khu tự trị \| Chukotka \| Anadyr \| \| \| Viễn Đông \| Viễn Đông \| 737.700 \| 53.824 \| \| 83 \| YAN \| Khu tự trị \| Yamalo-Nenets \| Salekhard \| \| \| Ural \| Tây Siberi \| 750.300 \| 507.006 \| \| 84 \| — \| Thành phố liên bang \| Sevastopol \| — \| \| \| Krym \| — \| 1.079 \| 379.200 \| \| 85 \| — \| Nước cộng hòa \| Krym \| Simferopol \| \| \| Krym \| — \| 26.100 \| 1.973.185 \| \| 86 \| — \| Nước cộng hòa \| Donetsk \| Donetsk \| \| \| — \| — \| 26.517 \| 4.100.280 \| \| 87 \| — \| Nước cộng hòa \| Lugansk \| Luhansk \| \| \| — \| — \| 26.684 \| 2.121.322 \| \| 88 \| — \| Tỉnh \| Zaporozhye \| Melitopol (de factor) Zaporizhia (de jure) \| \| \| — \| — \| 27.183 \| 1.666.515 \| \| 89 \| — \| Tỉnh \| Kherson \| Kherson \| \| \| — \| — \| 28.461 \| 1.016.707 \| |                     |                     |                                            |    |          |                     |                   |                 |            |
| Mã | Mã ISO | Kiểu                | Tên gọi             | Thủ phủ hay trung tâm hành chính           | Cờ | Phù hiệu | Vùng liên bang      | Khu vực kinh tế   | Diện tích (km²) | Dân số     |
| 01 | AD | Nước cộng hòa       | Adygea              | Maykop                                     |    |          | Phía Nam            | Bắc Kavkaz        | 7.600           | 447.109    |
| 02 | BA | Nước cộng hòa       | Bashkortostan       | Ufa                                        |    |          | Privolzhsky (Volga) | Ural              | 143.600         | 4.104.336  |
| 03 | BU | Nước cộng hòa       | Buryatia            | Ulan-Ude                                   |    |          | Siberi              | Đông Siberi       | 351.300         | 981.238    |
| 04 | AL | Nước cộng hòa       | Altai               | Gorno-Altaysk                              |    |          | Siberi              | Tây Siberi        | 92.600          | 202.947    |
| 05 | DA | Nước cộng hòa       | Dagestan            | Makhachkala                                |    |          | Phía Nam            | Bắc Kavkaz        | 50.300          | 2.576.531  |
| 06 | IN | Nước cộng hòa       | Ingushetia          | Magas                                      |    |          | Phía Nam            | Bắc Kavkaz        | 4.000           | 467.294    |
| 07 | KB | Nước cộng hòa       | Kabardino-Balkaria  | Nalchik                                    |    |          | Phía Nam            | Bắc Kavkaz        | 12.500          | 901.494    |
| 08 | KL | Nước cộng hòa       | Kalmykia            | Elista                                     |    |          | Phía Nam            | Volga             | 76.100          | 292.410    |
| 09 | KC | Nước cộng hòa       | Karachay-Cherkessia | Cherkessk                                  |    |          | Phía Nam            | Bắc Kavkaz        | 14.100          | 439.470    |
| 10 | KR | Nước cộng hòa       | Karelia             | Petrozavodsk                               |    |          | Tây bắc             | Phía Bắc          | 172.400         | 716.281    |
| 11 | KO | Nước cộng hòa       | Komi                | Syktyvkar                                  |    |          | Tây bắc             | Phía Bắc          | 415.900         | 1.018.674  |
| 12 | ME | Nước cộng hòa       | Mari El             | Yoshkar-Ola                                |    |          | Privolzhsky         | Volga-Vyatka      | 23.200          | 727.979    |
| 13 | MO | Nước cộng hòa       | Mordovia            | Saransk                                    |    |          | Privolzhsky         | Volga-Vyatka      | 26.200          | 888.766    |
| 14 | SA | Nước cộng hòa       | Sakha (Yakutia)     | Yakutsk                                    |    |          | Viễn Đông           | Viễn Đông         | 3.103.200       | 949.280    |
| 15 | SE | Nước cộng hòa       | Bắc Ossetia-Alania  | Vladikavkaz                                |    |          | Phía Nam            | Bắc Kavkaz        | 8.000           | 710.275    |
| 16 | TA | Nước cộng hòa       | Tatarstan           | Kazan                                      |    |          | Privolzhsky         | Volga             | 68.000          | 3.779.265  |
| 17 | TY | Nước cộng hòa       | Tuva                | Kyzyl                                      |    |          | Siberi              | Đông Siberi       | 170.500         | 305.510    |
| 18 | UD | Nước cộng hòa       | Udmurtia            | Izhevsk                                    |    |          | Privolzhsky         | Ural              | 42.100          | 1.570.316  |
| 19 | KK | Nước cộng hòa       | Khakassia           | Abakan                                     |    |          | Siberi              | Đông Siberi       | 61.900          | 546.072    |
| 20 | CE | Nước cộng hòa       | Chechnya            | Grozny                                     |    |          | Phía Nam            | Bắc Kavkaz        | 15.300          | 1.103.686  |
| 21 | CU | Nước cộng hòa       | Chuvashia           | Cheboksary                                 |    |          | Privolzhsky         | Volga-Vyatka      | 18.300          | 1.313.754  |
| 22 | ALT | Vùng                | Altai               | Barnaul                                    |    |          | Siberi              | Tây Siberi        | 169.100         | 2.607.426  |
| 23 | ZAB | Vùng                | Zabaykalsky         | Chita                                      |    |          | Siberi              | Đông Siberi       | 431.500         | 1.155.346  |
| 24 | KAM | Vùng                | Kamchatka           | Petropavlovsk-Kamchatsky                   |    |          | Viễn Đông           | Viễn Đông         | 472.300         | 358.801    |
| 25 | KDA | Vùng                | Krasnodar           | Krasnodar                                  |    |          | Phía Nam            | Bắc Kavkaz        | 76.000          | 5.125.221  |
| 26 | KYA | Vùng                | Krasnoyarsk         | Krasnoyarsk                                |    |          | Siberi              | Đông Siberi       | 2.339.700       | 2.966.042  |
| 27 | PER | Vùng                | Perm                | Perm                                       |    |          | Privolzhsky         | Ural              | 160.600         | 2.819.421  |
| 28 | PRI | Vùng                | Primorsky           | Vladivostok                                |    |          | Viễn Đông           | Viễn Đông         | 165.900         | 2.071.210  |
| 29 | STA | Vùng                | Stavropol           | Stavropol                                  |    |          | Phía Nam            | Bắc Kavkaz        | 66.500          | 2.735.139  |
| 30 | KHA | Vùng                | Khabarovsk          | Khabarovsk                                 |    |          | Viễn Đông           | Viễn Đông         | 788.600         | 1.436.570  |
| 31 | AMU | Tỉnh                | Amur                | Blagoveshchensk                            |    |          | Viễn Đông           | Viễn Đông         | 363.700         | 902.844    |
| 32 | ARK | Tỉnh                | Arkhangelsk         | Arkhangelsk                                |    |          | Tây bắc             | Tây bắc           | 587.400         | 1.336.539  |
| 33 | AST | Tỉnh                | Astrakhan           | Astrakhan                                  |    |          | Phía Nam            | Volga             | 44.100          | 1.005.276  |
| 34 | BEL | Tỉnh                | Belgorod            | Belgorod                                   |    |          | Trung tâm           | Đất đen-Trung tâm | 27.100          | 1.511.620  |
| 35 | BRY | Tỉnh                | Bryansk             | Bryansk                                    |    |          | Trung tâm           | Trung tâm         | 34.900          | 1.378.941  |
| 36 | VLA | Tỉnh                | Vladimir            | Vladimir                                   |    |          | Trung tâm           | Trung tâm         | 29.000          | 1.523.990  |
| 37 | VGG | Tỉnh                | Volgograd           | Volgograd                                  |    |          | Phía Nam            | Volga             | 113.900         | 2.699.223  |
| 38 | VLG | Tỉnh                | Vologda             | Vologda                                    |    |          | Tây bắc             | Phía bắc          | 145.700         | 1.269.568  |
| 39 | VOR | Tỉnh                | Voronezh            | Voronezh                                   |    |          | Trung tâm           | Đất đen-Trung tâm | 52.400          | 2.378.803  |
| 40 | IVA | Tỉnh                | Ivanovo             | Ivanovo                                    |    |          | Trung tâm           | Trung tâm         | 21.800          | 1.148.329  |
| 41 | IRK | Tỉnh                | Irkutsk             | Irkutsk                                    |    |          | Siberi              | Đông Siberi       | 767.900         | 2.581.705  |
| 42 | KGD | Tỉnh                | Kaliningrad         | Kaliningrad                                |    |          | Tây bắc             | Kaliningrad       | 15.100          | 955.281    |
| 43 | KLU | Tỉnh                | Kaluga              | Kaluga                                     |    |          | Trung tâm           | Trung tâm         | 29.900          | 1.041.641  |
| 44 | KEM | Tỉnh                | Kemerovo            | Kemerovo                                   |    |          | Siberi              | Tây Siberi        | 95.500          | 2.899.142  |
| 45 | KIR | Tỉnh                | Kirov               | Kirov                                      |    |          | Privolzhsky         | Volga-Vyatka      | 120.800         | 1.503.529  |
| 46 | KOS | Tỉnh                | Kostroma            | Kostroma                                   |    |          | Trung tâm           | Trung tâm         | 60.100          | 736.641    |
| 47 | KGN | Tỉnh                | Kurgan              | Kurgan                                     |    |          | Ural                | Ural              | 71.000          | 1.019.532  |
| 48 | KRS | Tỉnh                | Kursk               | Kursk                                      |    |          | Trung tâm           | Đất đen-Trung tâm | 29.800          | 1.235.091  |
| 49 | LEN | Tỉnh                | Leningrad           | —                                          |    |          | Tây bắc             | Tây bắc           | 84.500          | 1.669.205  |
| 50 | LIP | Tỉnh                | Lipetsk             | Lipetsk                                    |    |          | Trung tâm           | Đất đen-Trung tâm | 24.100          | 1.213.499  |
| 51 | MAG | Tỉnh                | Magadan             | Magadan                                    |    |          | Viễn Đông           | Viễn Đông         | 461.400         | 182.726    |
| 52 | MOS | Tỉnh                | Moskva              | —                                          |    |          | Trung tâm           | Trung tâm         | 45.900          | 6.618.538  |
| 53 | MUR | Tỉnh                | Murmansk            | Murmansk                                   |    |          | Tây bắc             | Phía Bắc          | 144.900         | 892.534    |
| 54 | NIZ | Tỉnh                | Nizhny Novgorod     | Nizhny Novgorod                            |    |          | Privolzhsky         | Volga-Vyatka      | 76.900          | 3.524.028  |
| 55 | NGR | Tỉnh                | Novgorod            | Veliky Novgorod                            |    |          | Tây bắc             | Tây bắc           | 55.300          | 694.355    |
| 56 | NVS | Tỉnh                | Novosibirsk         | Novosibirsk                                |    |          | Siberi              | Tây Siberi        | 178.200         | 2.692.251  |
| 57 | OMS | Tỉnh                | Omsk                | Omsk                                       |    |          | Siberi              | Tây Siberi        | 139.700         | 2.079.220  |
| 58 | ORE | Tỉnh                | Orenburg            | Orenburg                                   |    |          | Privolzhsky         | Ural              | 124.000         | 2.179.551  |
| 59 | ORL | Tỉnh                | Oryol               | Oryol                                      |    |          | Trung tâm           | Trung tâm         | 24.700          | 860.262    |
| 60 | PNZ | Tỉnh                | Penza               | Penza                                      |    |          | Privolzhsky         | Volga             | 43.200          | 1.452.941  |
| 61 | PSK | Tỉnh                | Pskov               | Pskov                                      |    |          | Tây bắc             | Tây bắc           | 55.300          | 760.810    |
| 62 | ROS | Tỉnh                | Rostov              | Rostov-na-Donu                             |    |          | Phía Nam            | Bắc Kavkaz        | 100.800         | 4.404.013  |
| 63 | RYA | Tỉnh                | Ryazan              | Ryazan                                     |    |          | Trung tâm           | Trung tâm         | 39.600          | 1.227.910  |
| 64 | SAM | Tỉnh                | Samara              | Samara                                     |    |          | Privolzhsky         | Volga             | 53.600          | 3.239.737  |
| 65 | SAR | Tỉnh                | Saratov             | Saratov                                    |    |          | Privolzhsky         | Volga             | 100.200         | 2.668.310  |
| 66 | SAK | Tỉnh                | Sakhalin            | Yuzhno-Sakhalinsk                          |    |          | Viễn Đông           | Viễn Đông         | 87.100          | 546.695    |
| 67 | SVE | Tỉnh                | Sverdlovsk          | Ekaterinburg                               |    |          | Ural                | Ural              | 194.800         | 4.486.214  |
| 68 | SMO | Tỉnh                | Smolensk            | Smolensk                                   |    |          | Trung tâm           | Trung tâm         | 49.800          | 1.049.574  |
| 69 | TAM | Tỉnh                | Tambov              | Tambov                                     |    |          | Trung tâm           | Đất đen-Trung tâm | 34.300          | 1.178.443  |
| 70 | TVE | Tỉnh                | Tver                | Tver                                       |    |          | Trung tâm           | Trung tâm         | 84.100          | 1.471.459  |
| 71 | TOM | Tỉnh                | Tomsk               | Tomsk                                      |    |          | Siberi              | Tây Siberi        | 316.900         | 1.046.039  |
| 72 | TUL | Tỉnh                | Tula                | Tula                                       |    |          | Trung tâm           | Trung tâm         | 25.700          | 1.675.758  |
| 73 | TYU | Tỉnh                | Tyumen              | Tyumen                                     |    |          | Ural                | Tây Siberi        | 1.435.200       | 3.264.841  |
| 74 | ULY | Tỉnh                | Ulyanovsk           | Ulyanovsk                                  |    |          | Privolzhsky         | Volga             | 37.300          | 1.382.811  |
| 75 | CHE | Tỉnh                | Chelyabinsk         | Chelyabinsk                                |    |          | Ural                | Ural              | 87.900          | 3.603.339  |
| 76 | YAR | Tỉnh                | Yaroslavl           | Yaroslavl                                  |    |          | Trung tâm           | Trung tâm         | 36.400          | 1.367.398  |
| 77 | MOW | Thành phố liên bang | Moskva              | —                                          |    |          | Trung tâm           | Trung tâm         | 1.100           | 10.382.754 |
| 78 | SPE | Thành phố liên bang | Sankt Peterburg     | —                                          |    |          | Tây bắc             | Tây bắc           | 600             | 4.662.547  |
| 79 | YEV | Tỉnh tự trị         | Do Thái             | Birobidzhan                                |    |          | Viễn Đông           | Viễn Đông         | 36.000          | 190.915    |
| 80 | NEN | Khu tự trị          | Nenetsia            | Naryan-Mar                                 |    |          | Tây bắc             | Phía Bắc          | 176.700         | 41.546     |
| 81 | KHM | Khu tự trị          | Khantia-Mansia      | Khanty-Mansiysk                            |    |          | Ural                | Tây Siberi        | 523.100         | 1.432.817  |
| 82 | CHU | Khu tự trị          | Chukotka            | Anadyr                                     |    |          | Viễn Đông           | Viễn Đông         | 737.700         | 53.824     |
| 83 | YAN | Khu tự trị          | Yamalo-Nenets       | Salekhard                                  |    |          | Ural                | Tây Siberi        | 750.300         | 507.006    |
| 84 | — | Thành phố liên bang | Sevastopol          | —                                          |    |          | Krym                | —                 | 1.079           | 379.200    |
| 85 | — | Nước cộng hòa       | Krym                | Simferopol                                 |    |          | Krym                | —                 | 26.100          | 1.973.185  |
| 86 | — | Nước cộng hòa       | Donetsk             | Donetsk                                    |    |          | —                   | —                 | 26.517          | 4.100.280  |
| 87 | — | Nước cộng hòa       | Lugansk             | Luhansk                                    |    |          | —                   | —                 | 26.684          | 2.121.322  |
| 88 | — | Tỉnh                | Zaporozhye          | Melitopol (de factor) Zaporizhia (de jure) |    |          | —                   | —                 | 27.183          | 1.666.515  |
| 89 | — | Tỉnh                | Kherson             | Kherson                                    |    |          | —                   | —                 | 28.461          | 1.016.707  |

Tháng 9 năm 2022, Moskva tuyên bố sáp nhập 4 tỉnh của Ukraine mà Nga kiểm soát chưa toàn bộ trong "Chiến dịch quân sự đặc biệt" (theo phía Nga thông cáo với thế giới) được phát động trên lãnh thổ Ukraine kể từ tháng 2 cùng năm, bao gồm Donetsk, Luhansk, Kherson và Zaporizhzhia. Động thái được thực hiện sau khi các khu vực tổ chức trưng cầu dân ý về việc gia nhập Liên bang Nga. Tuy nhiên, Ukraine và các nước phương Tây lên án cuộc bỏ phiếu là bất hợp pháp và mang tính ép buộc. 3/4 trong số 193 thành viên của Đại hội đồng - 143 quốc gia - bỏ phiếu ủng hộ nghị quyết gọi hành động sáp nhập các vùng Ukraine của Moskva là bất hợp pháp trong khi chỉ có 4 nước cùng với Nga bỏ phiếu phản đối nghị quyết - Syria, Nicaragua, Triều Tiên và Belarus. Đại hội đồng Liên Hợp Quốc thông qua nghị quyết chỉ trích việc Nga sáp nhập 4 vùng thuộc Ukraine đồng thời kêu gọi các nước không công nhận Nga sáp nhập 4 vùng lãnh thổ này.

## Sáp nhập

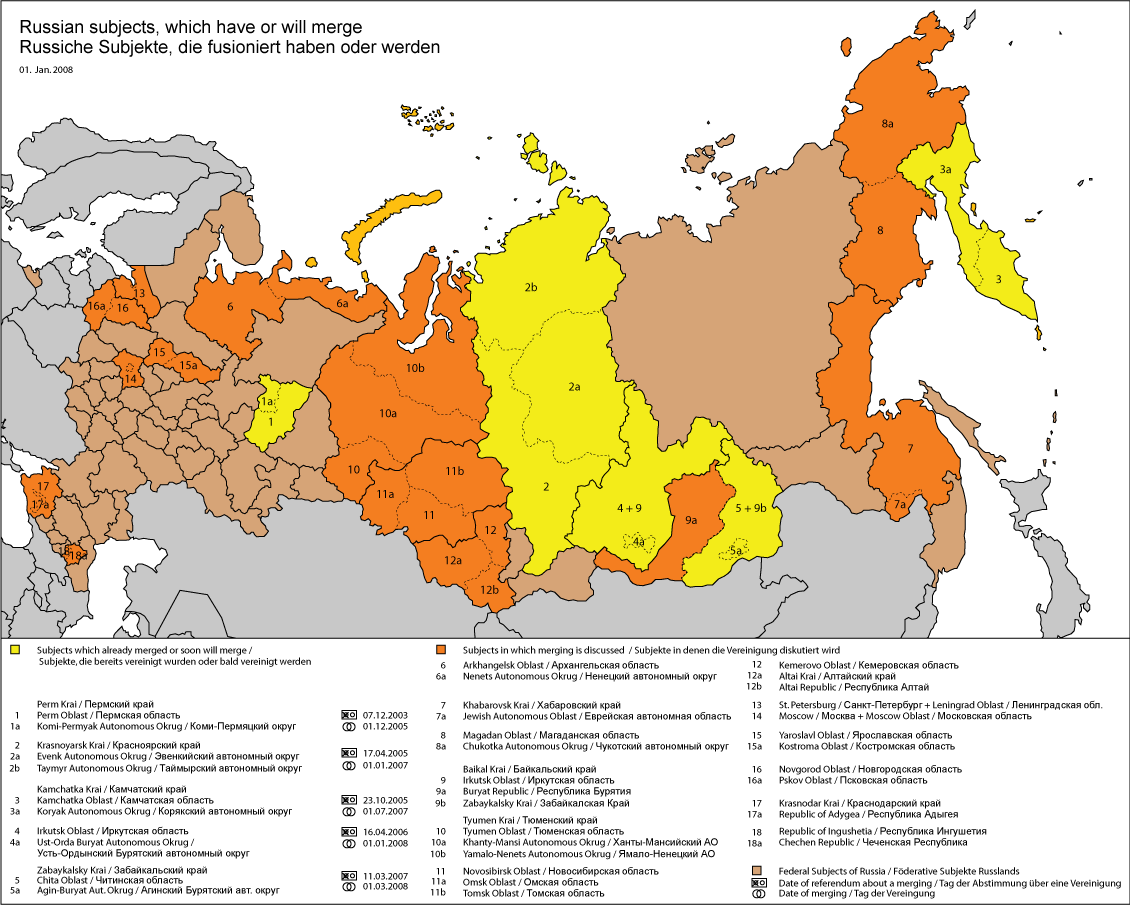
Các chủ thể liên bang của Liên bang Nga

Một số chủ thể liên bang (cũ) đã sáp nhập từ tháng 12 năm 2005. Cho tới tháng 4 năm 2014 có thêm sự kiện Krym và Sevastopol từ Ukraina sáp nhập vào Nga.
| Ngày trưng cầu dân ý | Ngày sáp nhập | Các chủ thể cũ/mới                                                         |
| -------------------- | ------------- | -------------------------------------------------------------------------- |
| 7/12/2003            | 1/12/2005     | Tỉnh Perm + Khu tự trị Komi-Permyak → Vùng Perm                            |
| 17/4/2005            | 1/1/2007      | Vùng Krasnoyarsk + Khu tự trị Evenk + Khu tự trị Taymyr → Vùng Krasnoyarsk |
| 23/10/2005           | 1/7/2007      | Tỉnh Kamchatka + Khu tự trị Koryak → Vùng Kamchatka                        |
| 16/4/2006            | 1/1/2008      | Tỉnh Irkutsk + Khu tự trị Ust-Orda Buryat → Tỉnh Irkutsk                   |
| 11/3/2007            | 1/3/2008      | Tỉnh Chita + Khu tự trị Agin-Buryat → Vùng Zabaykalsky                     |
| 06/3/2014            | 18/3/2014     | Sevastopol,Ukraina → Sevastopol,Nga                                        |
| 16/3/2014            | 18/3/2014     | Krym,Ukraina → Krym,Nga                                                    |
| 23/9/2022            | 30/9/2022     | Donetsk, Ukraina → Donetsk, Nga                                            |
| 23/9/2022            | 30/9/2022     | Luhansk, Ukraina → Lugansk, Nga                                            |
| 23/9/2022            | 30/9/2022     | Zaporizhia, Ukraina → Zaporozhye, Nga                                      |
| 23/9/2022            | 30/9/2022     | Kherson, Ukraina → Kherson, Nga                                            |

Các đề xuất sáp nhập tiếp theo còn có:
- Tỉnh Arkhangelsk và khu tự trị Nenetsia;
- Vùng Khabarovsk và tỉnh tự trị Do Thái;
- Tỉnh Tyumen, khu tự trị Yamalo-Nenets và khu tự trị Khantia-Mansia thành vùng Tyumen;
- Tỉnh Novosibirsk, tỉnh Omsk và tỉnh Tomsk;
- Tỉnh Kemerovo, Cộng hòa Altai và vùng Altai;
- Các thành phố liên bang Moskva và Sankt Peterburg với các tỉnh bao quanh chúng (tỉnh Moskva và tỉnh Leningrad);
- Tỉnh Arkhangelsk, tỉnh Murmansk và Cộng hòa Komi kết hợp thành chủ thể mới được đề xuất là nước cộng hòa Pomor-Nenets;
- Tỉnh Magadan và khu tự trị Chukotka;
- Tỉnh Yaroslavl và tỉnh Kostroma;
- Vùng Krasnodar và nước cộng hòa Adygea;
- Hai nước cộng hòa Ingushetia và Chechnya.